# David Lange
David Russell Lange (født 4. august 1942, død 13. august 2005) var New Zealands premierminister fra 1984 til 1989. Han ledede New Zealands fjerde Labour-regering, der blev en af de mest reformivrige i landets historie. David Lange døde af nyresvigt og blodsygdom i Auckland i 2005.